# Первая лига Туркменистана по футболу
Первая лига Туркменистана по футболу (туркм. Türkmenistan Birinji Ligasy) — вторая по уровню и силе (после высшей лиги) футбольная лига в Туркменистане.
Лига разделена на 4 региональные зоны (Балканская, Дашогузская, Марыйская, Центральная). Лучшие команды этих четырёх зон по итогам двухкругового турнира борются за единственную путёвку в высшую лигу, играя между собой. Худшие команды зон выбывают в региональные лиги, а победители региональных лиг пробиваются в первую лигу.
Зоны первой лиги и входящие в нее велаяты:
- Балканская зона (Балканский велаят)
- Дашогузская зона (Дашогузский велаят)
- Марыйская зона (Марыйский велаят, Лебапский велаят)
- Центральная зона (Ахалский велаят, город Ашхабад)